# الکسیس هرمن
الکسیس هرمن (انگلیسی: Alexis Herman؛ زادهٔ ۱۶ ژوئیهٔ ۱۹۴۷) یک سیاست‌مدار اهل ایالات متحده آمریکا است.
هرمن در کابینهٔ بیل کلینتون وزارت کار ایالات متحدهٔ آمریکا را بر عهده داشت.
هرمان در ۲۵ آوریل ۲۰۲۵ در سن ۷۷ سالگی در واشینگتن، دی.سی. درگذشت.